# Подмаренник душистый
Подмаренник душистый (лат. Galium odoratum) — многолетнее растение семейства Мареновые, вид рода Подмаренник. Произрастает в Европе, Западной Азии и Северной Африке.

## Ботаническое описание
Многолетнее травянистое растение с тонким ползучим подземным корневищем. Стебель гладкий, четырёхгранный, высотой 10—60 см.
Листья обратноланцетовидные, остроконечные, собранные по 6—10 штук в мутовках, иногда рассеянно-щетинистые.
Цветки мелкие белые, с характерным приятным запахом. Они собраны в верхушечное соцветие, состоящее из нескольких полузонтиков. Венчик белый, воронковидный, 3—7 мм в диаметре. Трубка несколько короче продолговатых лопастей. Тычинки на коротких нитях, пыльники выставляются из зева цветка, двухраздельный столбик скрыт в трубке венчика.
Плоды шаровидные, длиной и шириной 3—4 мм, покрытые волосками. Растение цветёт в апреле — июне. Период плодоношения наступает в июле — сентябре.
|                      |  |
| Подмаренник душистый |  |

## Хозяйственное значение и использование
Надземная часть содержит кумарин и его производные, гликозид асперулозид, цитроновую и аспертанновую кислоты, дубильные вещества группы пирокатехина, флавоноиды, смолы, аскорбиновую кислоту, эфирное масло.
Препараты подмаренника изучаются как гипотензивное средство. Трава используется в народной медицине, при сердечных заболеваниях (как успокаивающее и противоспазматическое средство), болезнях печени и жёлчного пузыря, камнях и песке в мочевом пузыре (увеличивается диурез). В болгарской медицине применяется как мягчительное, мочегонное и потогонное средство.
Служит для ароматизации безалкогольных напитков, вин, чая, табака, сыров. Употребляется при производстве особого напитка из белого вина, называемого в Германии «майский крюшон».
Цветки — заменитель нафталина, поджаренные семена — заменитель кофе.
Корни дают красное окрашивание.
Хороший медонос.

## Классификация

### Таксономия
- Galium odoratum (L.) Scop., 1771, Fl. Carniol. , ed. 2, 1: 105

Вид Подмаренник душистый включается в род Подмаренник (Galium) семейства Мареновые (Rubiaceae) порядка Горечавкоцветные (Gentianales), последовательно входящего в более крупные клады Ламииды → Астериды → Суперастериды → Эвдикоты → Цветковые растения. Таксономическая схема в соответствии с Системой APG IV по состоянию на июнь 2024 года:
|  |                          |  |                                   |                                   |                     |  | еще 4 семейства | еще 4 семейства |                          |  |  |  | еще 671 подтвержденный вид и 66 видов, ожидающих подтверждения |
|  |                          |  |                                   |                                   |                     |  | еще 4 семейства | еще 4 семейства |                          |  |  |  | еще 671 подтвержденный вид и 66 видов, ожидающих подтверждения |
|  |                          |  |                                   | порядок Горечавкоцветные          |                     |  |                 |                 | род Подмаренник          |  |  |  |                                                                |
|  |                          |  |                                   | порядок Горечавкоцветные          |                     |  |                 |                 | род Подмаренник          |  |  |  |                                                                |
|  | клада Цветковые растения |  |                                   |                                   | семейство Мареновые |  |                 |                 | вид Подмаренник душистый |  |  |  |                                                                |
|  | клада Цветковые растения |  |                                   |                                   | семейство Мареновые |  |                 |                 |                          |  |  |  |                                                                |
|  |                          |  | ещё 63 порядка цветковых растений | ещё 63 порядка цветковых растений |                     |  |                 | еще 611 родов   | еще 611 родов            |  |  |  |                                                                |
|  |                          |  |                                   | ещё 63 порядка цветковых растений |                     |  |                 |                 | еще 611 родов            |  |  |  |                                                                |

### Синонимы
- Asperula eugeniae K.Richt.
- Asperula matrisylva Gilib.
- Asperula odora Salisb.
- Asperula odorata L.
- Asperula odorata var. trifida Sennen
- Asterophyllum asperula K.F.Schimp. & Spenn.
- Asterophyllum sylvaticum K.F.Schimp. & Spenn.
- Chlorostemma odoratum (L.) Fourr.
- Galium matrisylva F.H.Wigg.
- Galium odoratum var. eugeniae (K.Richt.) Ehrend.